# Écoutète
« Schultheiss » redirige ici. Pour les autres significations, voir Karl Schultheiss et Matthias Schultheiss.
Pour les articles homonymes, voir Prévôt.

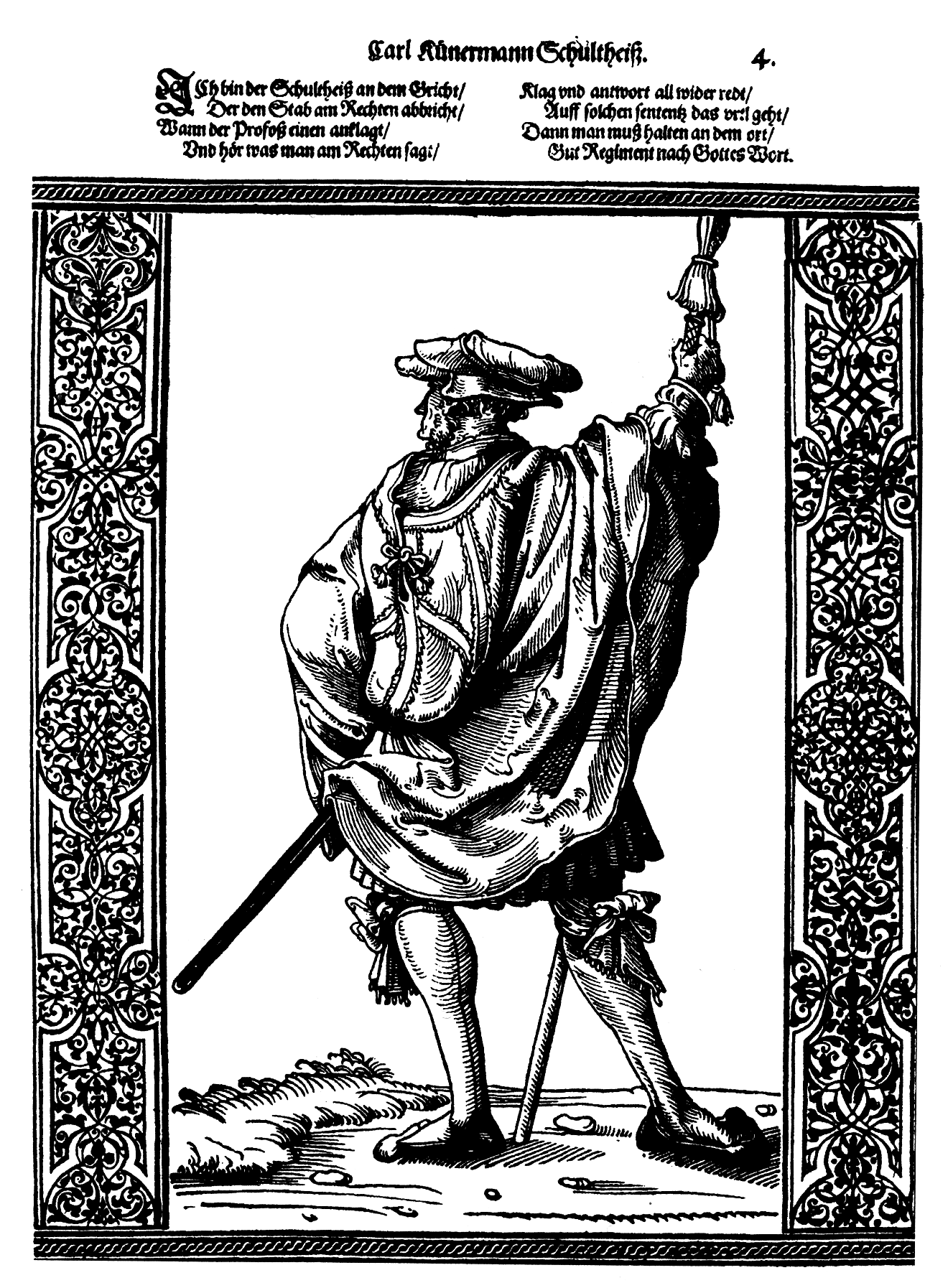
Un écoutète, gravure sur bois du XVIe siècle.

Un écoutète (scultetus en latin) ou prévôt était un bourgmestre ou représentant seigneurial au Moyen Âge. C'est à l'origine un terme du vieux haut-allemand sculdheizo qui signifie « Celui qui prononce un jugement » dont il existe plusieurs variantes dans les langues germaniques modernes : Schultheiß (Schultheiss), Schulte, Schultes, Schout ou Schulze ainsi que Meyer (maire seigneurial). Cette fonction se retrouve en Allemagne, en Autriche, en Suisse, en Belgique, dans les Pays-Bas, en Pologne et au Luxembourg. Son rôle est comparable à celui du prévôt dans l'ancien régime.
Après l'annexion de l'Alsace par Louis XIV (1648 puis 1681 pour Strasbourg), cette fonction fut interdite aux protestants, lesquels contournèrent cette interdiction en appelant leur prévôt Stabhalter (traduction littérale : « celui qui tient le bâton »), le bâton étant l'insigne de sa fonction de juge, d'où encore de nos jours le nom « bâtonnier ». 
En Pologne le « sołtys » représentait des communautés locales, surtout rurales. Son rôle a subi des changements majeurs depuis l'époque médiévale. Depuis 1990 il est l'organe exécutif des villages (sections de communes ou quartiers). 
Il occupait l'échelon inférieur de la hiérarchie féodale : en haut on trouvait le seigneur, chef de la seigneurie ou Herrschaft, puis venait le bailli ou Amtmann, enfin dans chaque village le Schultheiss ou Stabhalter était chargé de faire appliquer les décisions du seigneur.